# HU-308
HU-308 je lek koji deluje kao kanabinoidni agonist. On je visoko selektivan za CB2 receptora, sa selektivnošću od preko 5000 puta. Sinteza i karakterizacija ovog liganda su se odvile tokom 1990-tih. On ima analgetsko dejstvo, promoviše proliferaciju neuronskih matičnih ćelija, i štiti jetru i krvne sudove od oksidativnog stresa putem inhibicije TNF-α.